# Tinaquillo
Tinaquillo ist eine Stadt in Cojedes, in Venezuela, Verwaltungssitz des Municipio Falcón. Tinaquillo wurde am 25. April 1760 als Indianerdorf gegründet und hat etwa 108.000 Einwohner.

## Geschichte
Die ersten Einwohner der Region waren Uramerikaner verschiedener Stämme. Spanische Mönche etablierten Missionen am Ende des 16. und Anfang des 17. Jahrhunderts.
Am 23. Juni 1821 marschierten die Unabhängigkeitstruppen durch Tinaquillo, die einen Tag später an der Schlacht von Carabobo teilnahmen. 

## Politik
Der Bürgermeister gehört der PSUV. Er wurde im Jahr 2008 mit 49,04 % der Stimmen gewählt.
Bei den Wahlen für die Nationalversammlung erzielte die PSUV 61,80 % der Stimmen, während die Mesa de la Unidad 32,12 %, die Regionalpartei MOVEV 4,27 % und Patria Para Todos 1,31 % bekamen.